# Glaskörperabhebung
Als Glaskörperabhebung (alte Bezeichnung Glaskörperablösung) wird die Abhebung des kollagenösen Anteils des Glaskörpers von der Netzhaut, besonders die Abhebung des ringförmig verdichteten Kollagenrings von der Zirkumferenz der Papille, bezeichnet. Es handelt sich dabei meist um eine Folge der normalen Kondensation des Glaskörperkollagens und der Augenbewegungen, dies kann aber auch vorzeitig durch Verletzungen geschehen. Die Kondensation des Glaskörperkollagens verflüssigt in der Folge die übrige Glaskörpersubstanz im Auginneren, die allerdings ohnehin zu 98 % aus Wasser besteht. Hintere Glaskörperabhebungen werden in der Regel nicht bemerkt. Gelegentlich sehen Betroffene im Zentrum des Gesichtsfeldes bei Bewegungen des Auges ringförmige oder schlangenförmige Linien (Mouches volantes, „fliegende Mücken“). Auch Lichtblitze in der Peripherie werden beobachtet. Sie kommen von Stellen im Auge, an denen der Glaskörper noch an der Netzhaut hängt.
Die hintere Glaskörperabhebung kommt bei etwa 50 % aller menschlichen Augen im Lauf des Lebens vor. Es handelt sich also um einen normalen Vorgang. Sie kann in seltenen Fällen über einen Einriss der Netzhaut zu einer Netzhautablösung führen. Da Netzhautablösungen insgesamt mit einer Häufigkeit von etwa 1:10.000 auftreten und zumeist auf andere Risikofaktoren zurückzuführen sind, treten Netzhautablösungen bei weniger als einem von 5000 Menschen als Folge von unkomplizierten hinteren Glaskörperabhebungen auf. Symptomatische hintere Glaskörperabhebungen, d. h. solche, die vom Patienten selbst bemerkt werden, weisen allerdings in 2,5 % der Fälle einen Einriss der Netzhaut auf. Auch ohne Verletzung der Netzhaut kann die Glaskörperabhebung zu einer Glaskörperblutung führen, die sich durch verschiedene Sehstörungen bemerkbar macht.
Erkennt ein deutscher Arzt eine Glaskörperabhebung, ist er nach Rechtsprechung des Bundesgerichtshofs verpflichtet, seinen Patienten über die Gefahr der Netzhautablösung zu unterrichten. Unterlässt er dies, macht er sich unter Umständen schadenersatzpflichtig.